# Martin Gezelius
Martin Albert Alfred Gezelius, född 26 november 1908 i Stockholm, död där 4 juni 1955, var en svensk målare och tecknare.
Han var son till Johan Martin Gezelius och Wilhelmina Sofia Kihlström och från 1939 gift med Astrid Marianne Nordbeck. Gezelius studerade konst vid Tekniska skolan 1923–1924, Althins målarskola 1924 och vid Fredrikssons målarskola 1925 samt under studieresor till Italien, Frankrike, Ryssland, Spanien och Nordafrika. Separat ställde han ut första gången 1947 i Linköping och han medverkade i utställningar med Tullinge konstgille. Han anställdes som konstnärlig ledare vid Ri-teaterns dekorationsavdelning 1930. Hans konst består av teckningar i tusch samt landskap och porträtt i olja eller pastell. 